# Németh G. Béla
Németh G. Béla (Szombathely, 1925. február 17. – Budapest, 2008. szeptember 5.) Széchenyi-díjas magyar irodalomtörténész, egyetemi tanár, az MTA rendes tagja.

## Pályakép
Balaton-felvidéki római katolikus mezőgazdász családban született. Szülőföldjére úgy emlékezett, mint ahol a tisztesség és kötelességtudat eszménye, illetve a különféle nemzetiségek (magyarok, németek, horvátok, zsidók) békés együttélése természetes volt, s ez egész életfelfogását meghatározta.
Apja újságolvasó ember és a Kisgazdapárt falubeli vezetője volt, de 1947-ben, Kovács Béla letartóztatásakor felhagyott a politikával. A mindennapi életben Németh Gézaként ismert későbbi tudós a gimnáziumot Sümegen kezdte, majd a kőszegi bencéseknél folytatta. Arany János, Illyés Gyula és Márai Sándor voltak ekkor kedves írói. Érettségi előtt besorozták leventének és Németországba vezényelték. Ugyan hamis papírokkal megkísérelte a hazajutást, időközben megtörtént a fegyverletétel és amerikai–angol–francia fogságba esett. Végül hazatérve Sümegen tett érettségit. A politika is megérintette, Illyés Gyula hatása alatt az apjával szembeszállva a Nemzeti Parasztpárt mellett agitált.
Jelentkezett az Eötvös Collegiumba, ahol Gáldi Lászlót leszámítva a felvételiztetők egyöntetűen tagságra javasolták. Szakdolgozatát Komlós Aladárhoz írta, de mivel őt időközben eltávolították, Barta Jánosnál kötött ki. Az egyetemi diploma megszerzése után Komlós ajánlására az időközben államosított Izraelita Hitközség Gimnáziumának egykori Szent Domonkos utcai Általános Fiúiskolájában lett először napközis felügyelő, majd tanító. Egy évvel később a Fővárosi Könyvtár alkalmazásába került.
1953 második felében a Pedagógia Főiskolára vették nyelvész adjunktusnak, Nagy Imre bukásával azonban föloszlatták a revizionistának bélyegzett intézményt. Ekkor a Madách Gimnázium tanára lett. 1956 nyarán Sőtér István felvette az MTA Irodalomtörténeti Intézetébe, innen azonban hamar eltávolították, amikor felmerült Révai József visszatérésének híre. Tüdőbaja miatt a svábhegyi szanatóriumban kénytelen tölteni egy évet; Váci Mihály szobatársaként. Ezután néhány évig magyart és németet tanított a Rákóczi Gimnáziumban, közben az Arany János kritikai kiadáson dolgozott.
1963-ban Klaniczay Tibor és Köpeczi Béla szinte egyszerre hívta az Irodalomtudományi Intézetbe, illetve a Kiadói Főigazgatóságra. Az előbbi ajánlatot fogadta el, és egy irodalomtörténeti kézikönyvön dolgozott. Sőtér felajánlotta neki a lehetőséget, hogy az egyetemen taníthasson, így 1964-ben elhagyta az intézetet. A Sőtért követő tanszékvezető, Pándi Pál 1967-től számos alkalommal feljelentette[forrás?], ezért Király István hívására – akivel ellentmondásos viszonya volt – átment a huszadik századi tanszékre.
A hatvanas évek végétől olyan tanítványi kört alakított ki maga körül, mely a résztvevők sokfélesége és Németh önálló utak keresésére sarkalló pedagógiája miatt „iskolának” talán nem nevezhető, mégis igen nagy hatású volt, és egyfajta „nem-marxista ellenegyetemként” működött. A hetvenes évektől kezdve jelentek meg sorban tanulmánykötetei, melyekben többek közt újraértékelte a századforduló irodalmát és főként Arany János, Vajda János, Komjáthy Jenő, Babits Mihály, Kosztolányi Dezső, Kassák Lajos, Szabó Lőrinc, József Attila, Radnóti Miklós és Pilinszky János költeményeinek adta újszerű értelmezését. Az önmegszólító- és időszembesítő verstípusról szóló tanulmányai korszakos jelentőségűek.
Két korszak-monográfiát is írt: a Türelmetlen és késlekedő félszázad. A romantika után (1971) a 19. század második felének irodalmát elemzi, A magyar irodalomkritikai gondolkodás a pozitivizmus korában (1981) pedig a magyar kritikatörténethez tett maradandó hozzájárulás.
1980-tól az ELTE Egyetemi Könyvtárának főigazgatója lett (a posztot 1995-ig töltötte be). 1981-ben megszervezte a Művelődéstörténet Tanszéket, mely egy évtizedekig háttérbe szorított vizsgálódási irányt nyitott meg újra. 1982-ben az MTA levelező, majd 1990-ben rendes tagjává választották. A nyolcvanas években fontos szerepet játszott a magyar sajtó történetét feldolgozó vállalkozásban. 1987-től 1995-ig az ELTE 19. Századi Magyar Irodalomtörténeti Tanszék vezetője, 1992 és 1997 közt az MTA Irodalomtudományi Intézetének munkatársaként tevékenykedett.
Az MTA Nyelv-és Irodalomtudományi Osztály elnöke, az Irodalomtudományi Bizottság tagja, a Poétikai Munkabizottság elnöke, a Művelődéstörténeti Bizottság tagja, a 19. századi munkabizottság elnöke, a Gyűjteményi Tanszék elnöke, a Művészeti Gyűjtemény társelnöke, az Osztrák-Magyar Irodalomtudományi Vegyesbizottság és a Svéd-Magyar Történész Vegyesbizottság tagja. 1979–1988 között a TMB (Tudományos Minősítő Bizottság) irodalomtudományi szakbizottságának elnöke volt.

## Díjai
- József Attila-díj (1977)
- Akadémiai Díj (1980)
- Déry Tibor-díj (1993)
- Széchenyi-díj (1996) – A kultúra sokféleségére érzékeny szakmai felelősségtudatáért, iskolateremtő irodalomtörténészi munkásságáért.
- Alföld-díj (2000)
- Oltványi Ambrus-díj (2001)
- Prima díj (2005)

## Főbb munkái
- Mű és személyiség (1970)
- Tragikum és történetfelfogás. A századvégi tragikum-vita; Akadémiai, Bp., 1971 (Irodalomtörténeti füzetek)
- Türelmetlen és késlekedő félszázad. A romantika után; Szépirodalmi, Bp., 1971
- Az el nem ért bizonyosság. Elemzések Arany lírájának első szakaszából; szerk. Németh G. Béla; Akadémiai, Bp., 1972
- Létharc és nemzetiség. Irodalom- és művelődéstörténeti tanulmányok; Magvető, Bp., 1976 (Elvek és utak)
- 11 vers. Verselemzések, versértelmezések; Tankönyvkiadó, Bp., 1977
- Az egyensúly elvesztése. A német romantika (1978)
- Küllő és kerék. Tanulmányok (1981)
- A magyar irodalomkritikai gondolkodás a pozitivizmus korában. A kiegyezéstől a századfordulóig; Akadémiai, Bp., 1981 (Irodalomtudomány és kritika)
- 7 kísérlet a kései József Attiláról (1982)
- 11+7 vers. Verselemzések, versértelmezések; 2. bőv. kiad.; Tankönyvkiadó, Bp., 1984
- Századutóról, századelőről. Irodalom- és művelődéstörténeti tanulmányok; Magvető, Bp., 1985 (Elvek és utak)
- Babits, a szabadító (1987)
- Hosszmetszetek és keresztmetszetek (1987)
- Péterfy Jenő (1988)
- Forradalom után – kiegyezés előtt (szerkesztő, társszerző, 1989)
- Kérdések és kétségek. Irodalomtörténeti tanulmányok (1995)
- Emlékek, eszmék emberek. Esszék (1996)
- Versek és korok. Verselemzések, versértelmezések; Calibra, Bp., 1997
- Írók, művek, emberek (1998)
- Hét folyóirat, 1945–1950; Csokonai, Debrecen, 2000 (Alföld könyvek)
- Keresztury Dezső, 1904–1996. Elhangzott: 1999. november 22.; MTA, Bp., 2001 (Emlékbeszédek az MTA elhunyt tagjai felett)
- Művelődéstörténet fiataloknak, 1848–1948; Krónika Nova, Bp., 2001